# Gravtjärnen (Våmhus socken, Dalarna)
Gravtjärnen är en sjö i Mora kommun i Dalarna och ingår i Dalälvens huvudavrinningsområde.